# Средна бекасина
Средната бекасина (Gallinago gallinago) е птица от семейство Бекасови (Scolopacidae). Среща се и в България.